# Habitatge al carrer Jesús, 2 (la Pobla de Montornès)
L'Habitatge al carrer Jesús, 2 és una obra de la Pobla de Montornès (Tarragonès) protegida com a Bé Cultural d'Interès Local.

## Descripció
L'edifici forma part del nucli històric de la població, i està inclòs en el conjunt BCIL número 16 de la plaça de l'Església i el carrer de les Flors.
Consta de planta baixa, primer pis i golfes. La façana principal dona front a la plaça de l'Església, i disposa d'una altra façana al carrer del Mar.
Segueix la tipologia de l'arquitectura autòctona. Les finestres i balconades formen una composició tradicional on domina el ple sobre el buit.
En els sostres de revoltons, es troben plafons d'estil gòtic. Es coneix l'existència de 4 cups.